# Quezon City
Quezon City (filippino: Lungsod Quezon; spagnolo: Ciudad Quezon) è una città altamente urbanizzata (HUC) delle Filippine, ubicata nella Regione Capitale Nazionale, nota anche come QC.

## Storia
Fino al 1976 era la capitale delle Filippine e quando questa fu spostata a Manila entrò a far parte della stessa area metropolitana.

## Geografia fisica

### Caratteristiche
Quezon City è la più grande città dell'area metropolitana di Manila. Con circa 160 km², copre quasi un quarto della conurbazione della capitale delle Filippine. La città si trova su un altopiano piuttosto alto nell'angolo nordorientale della metropoli.
Quezon City confina con Manila a sud-est, con Caloocan e Valenzuela ad ovest e a nord-ovest. 

### Quartieri
La città può essere divisa in quartieri. La parte meridionale, dove ci sono i posti più interessanti, comprende i centri di Diliman, Commonwealth, Cubao, Kamias-Kamuning, New Manila, San Francisco del Monte e Santa Mesa Heights. La metà settentrionale della città è spesso chiamata Novaliches e include le aree di Fairwiew e Lagro.

### Baranggay
Quezon City è formata da 142 baranggay:
- Alicia
- Amihan
- Apolonio Samsón
- Aurora
- Baesa
- Bagbag
- Bagumbuhay
- Bagong Lipunan ng Crame
- Bagong Pag·asa
- Bagong Silangan
- Bagumbayan
- Bahay Toro
- Balingasa
- Balong Bato
- Batasan Hills
- Bayanihan
- Blue Ridge A
- Blue Ridge B
- Botocan
- Bungad
- Camp Aguinaldo
- Capri
- Central
- Claro
- Commonwealth
- Culíat
- Damar
- Damayan
- Damayang Lagi
- Del Monte
- Dioquino Zobel
- Doña Imelda
- Doña Josefa
- Don Manuel
- Duyan-Duyan
- E. Rodríguez
- East Kamiás
- Escopa I
- Escopa II
- Escopa III
- Escopa IV
- Fairview
- Greater Lagro
- Gulod
- Holy Spirit
- Horseshoe
- Immaculate Conception
- Kaligayahan

- Kalusugan
- Kamuning
- Katipunan
- Kaunlaran
- Kristong Hari
- Krus na Ligas
- Laging Handa
- Libis
- Lourdes
- Loyola Heights
- Maharlika
- Malaya
- Manresa
- Mangga
- Mariana
- Mariblo
- Marilag
- Masagana
- Masambong
- Matandang Balara
- Milagrosa
- N. S. Amoranto (Gintong Silahis)
- Nagkaisang Nayon
- Nayong Kanluran
- New Era
- North Fairview
- Novaliches Proper
- Obrero
- Old Capitol Site
- Paang Bundok
- Pag·ibig sa Nayon
- Paligsahan
- Paltok
- Pansol
- Paraiso
- Pasong Putik Proper (Pasong Putik)
- Pasong Tamo
- Payatas
- Phil–Am
- Pinyahan
- Pinagkaisahan
- Project 6
- Quirino 2-A
- Quirino 2-B
- Quirino 2-C
- Quirino 3-A

- Ramón Magsaysay
- Roxas
- Sacred Heart
- Saint Ignatius
- Saint Peter
- Salvación
- San Agustín
- San Antonio
- San Bartolomé
- San Isidro
- San Isidro Labrador
- San José
- San Martin de Porres
- San Roque
- San Vicente
- Sangandaan
- Santa Cruz
- Santa Lucía
- Santa Mónica
- Santa Teresita
- Santo Cristo
- Santo Domingo (Matalahib)
- Santo Niño
- Santol
- Sauyo
- Sienna
- Sikatuna Village
- Silangan
- Socorro
- South Triangle
- Tagumpay
- Talayan
- Talipapa
- Tandang Sora
- Tatalon
- Teachers Village East
- Teachers Village West
- UP Campus
- UP Village
- Ugong Norte
- Unang Sigaw
- Valencia
- Vasra
- Veterans Village
- Villa María Clara
- West Kamiás
- West Triangle
- White Plains

## Amministrazione

### Gemellaggi
- Shenyang, dal 1993
- Salt Lake City